# Hospitalitermes krishnai
Hospitalitermes krishnai (лат.) — вид носатых термитов из семейства Termitidae (Nasutitermitinae). Леса Юго-Восточной Азии, остров Суматра (Индонезия).

## Описание
Длина рабочих и солдат около 0,5 см. Усики рабочих состоят из 15 члеников, солдат — из 14 члеников. Голова и брюшко буровато-чёрные. Длина головы солдат (вместе с носовой трубкой) около 2 мм (от 1,75 до 1,95), а до основания мандибул 1,5 мм (1,45—1,51). Максимальная ширина головы солдат 1,15—1,22 мм. Длина пронотума 0,41—0,47 мм, ширина 0,75—0,80 мм.
По форме и строению головы солдат Hospitalitermes krishnai отличается от Hospitalitermes birmanicus Snyder. Окраска усиков и голеней (светло-коричневая до тёмно-коричневой) отличает H. krishnai от видов Hospitalitermes umbrinus (Haviland) и Hospitalitermes diurnus Kemner. Носовая трубка у H. krishnai равна менее чем половины длины головы; это отличает его от видов Hospitalitermes hospitalis (Haviland), Hospitalitermes medioflavus (Holmgren) и Hospitalitermes lividiceps (Holmgren), у которых нос по длине равен более чем на половине длине головы. Наконец, H. krishnai отличается от термита Hospitalitermes seikii Syaukani золотисто-оранжевыми тергитами у последнего вида. Это одни из немногих видов и родов термитов (Hospitalitermes, вместе с Lacessititermes и Longipeditermes), которые проводят фуражировку колоннами на открытом воздухе.

## Этимология
Видовое название дано в честь профессора Кумара Кришны (Kumar Krishna, США, 1928—2014), крупнейшего знатока термитов.